# Méthyl vinyl éther
Le méthyl vinyl éther est un éther contenant à la fois un groupe méthyle (-CH3) et un groupe vinyle (-CH=CH2). De fait, il s'agit de l'éther alcénique le plus simple.
Il peut être produit par réaction de l'acétylène et du méthanol en présence d'une base.
La partie vinyle de cette molécule peut réagir de plusieurs façons ; elle permet notamment la polymérisation du composé formant le poly(méthyl vinyl éther) (PMVE). Le mode de cette réaction polymérique est analogue à celui de la formation du poly(acétate de vinyle) ou du poly(chlorure de vinyle) à partir d'acétate de vinyle ou de chlorure de vinyle respectivement. La double liaison permet également de réagir dans des réactions de cycloadditions [4+2]. Ce type de réaction avec l'acroléine est la première étape de la synthèse commerciale du glutaraldéhyde.
Par ailleurs, le méthyl vinyl éther est aussi un synthon très utile dans des réactions d'acylations nucléophiles, par déprotonation de l'atome de carbone sp2 (alcénique) en α de l'oxygène (adjacent). Cette approche permet en particulier la synthèse de dérivés acyles du silicium, du germanium et de l'étain, qui ne peuvent pas être obtenus simplement par d'autres voies,,.